# Syngatha semipurpurea
Syngatha semipurpurea là một loài bướm đêm trong họ Noctuidae.